# Iuriu de Câmpie, Cluj
Iuriu de Câmpie (în maghiară Mezőőr) este un sat în comuna Cojocna din județul Cluj, Transilvania, România.

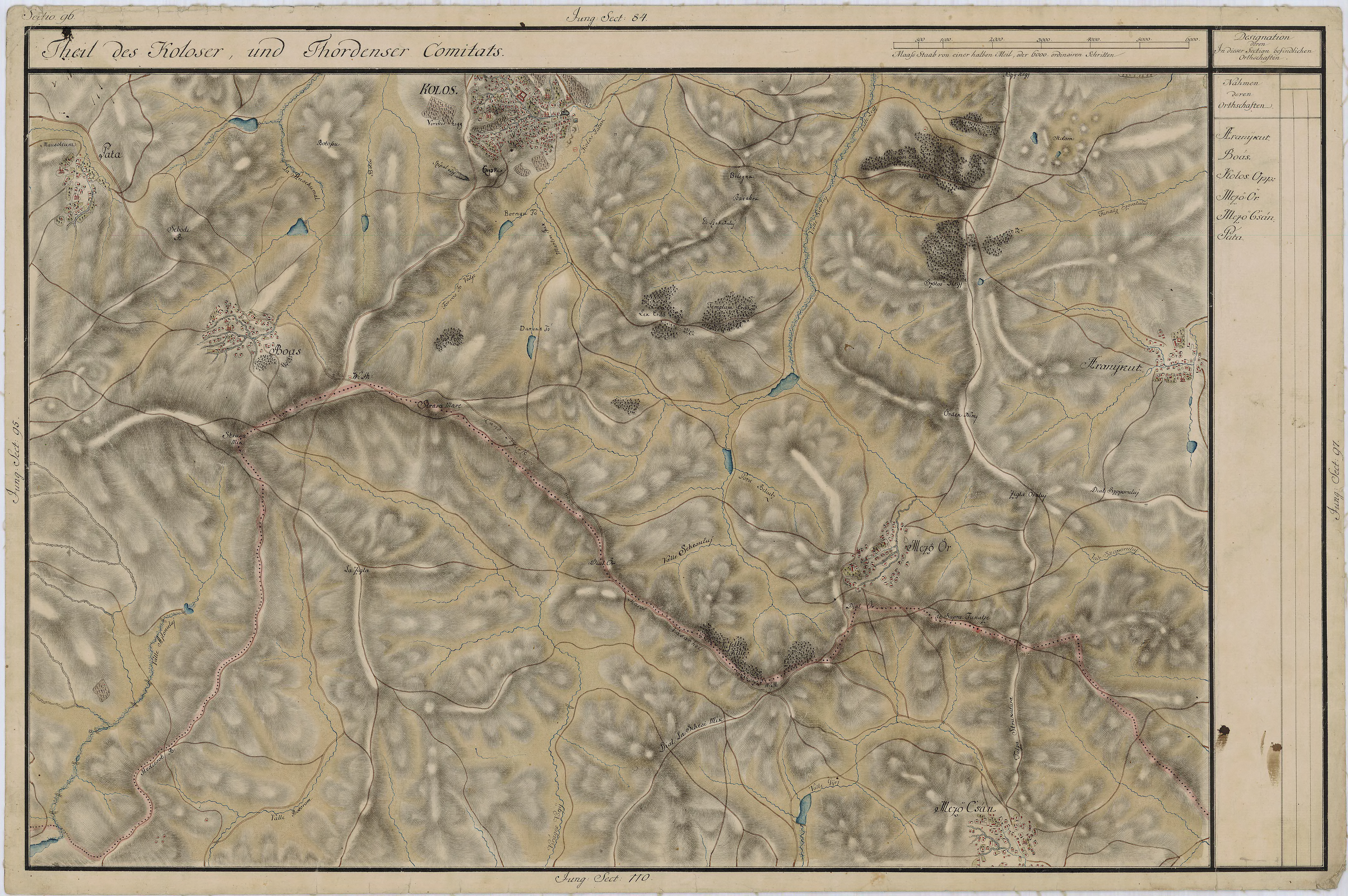
Iuriu de Câmpie pe Harta Iosefină a Transilvaniei, 1769-1773

## Istoric
Este atestat documentar din anul 1320. 
În secolul al XV-lea sat românesc, aparținând domeniului latifundiar al familiei nobiliare maghiare Beke.

### Istoricul denumirilor și subordonarea administrativă
- Pe Harta Iosefină a Transilvaniei din 1769-1773 (Sectio 096), localitatea apare sub numele de „Mezö Ör”.
- 1839, 1863, 1890 Mező-Őr;
- 1850 Mező Őr; 1857 Mező Ör; (O.T.) Mező-Ör;
- 1873 Őr (Mező-); 1880 Mező (Őr-);
- 1920 Iuriu;
- 1930-1941 Juriul-de-Câmpie;
- 1956 Iuriu-de-Cîmpie.

Se presupune, că denumirea localității (Mezőőr înseamnă "loc de strajă din câmpie" în limba maghiară) vine din secolul al X.-lea din timpul descălecatului maghiarilor în Bazinul Carpatic și semnifică existența aici spre vest a unei linii de apărare temporare.  Această linie de apărare s-a mutat mai târziu la nivelul Ținutul Secuiesc și mai apoi în Moldova. Denumirea de Iuriu de Câmpie este pe jumătate o adaptare fonetică din maghiară a cuvântului "őr" în "iuriu" și pe jumătate traducerea cuvântului "mező" în "câmpie".
Din punct de vedere administrativ, in anul 1890 satul aparținea de comitatul Cojocna {Kolozs}, iar în perioada 1900-1910 de comitatul Cojocna, plasa Mociu. În anul 1920 apartinea de județul Cojocna, plasa Cojocna, iar în anul 1930 a fost subordonat administrativ județului Cluj, plasa Cluj. În anul 1941 satul aparținea de județul Cluj-Turda, plasa Câmpia-Turzii, iar începând cu 1956 face parte din Regiunea Cluj, raionul Cluj. În 1966 satul aparține de Regiunea Cluj, raionul Turda, com. Iuriu de Câmpie.

## Date geografice
Satul Iuriu de Câmpie se află în partea de sud-est a județului Cluj, la 30 km de Cluj-Napoca, într-o zonă depresionară. Se învecinează la vest cu satul Straja,la (nord - est) cu Aruncuta, iar la sud-vest cu satul Huci. În partea de vest se învecinează cu Boj-Cătun, iar la est cu Soporu de Campie. Din punct de vedere administrativ, după unirea Transilvaniei cu România din 1918, Iuriu de Campie se regǎsește în structura organizatoricǎ a județului Cojocna, plasa Cojocna. În anul 1930 figureazǎ în județul Cluj, plasa Cluj, iar în 1941 în județul Cluj - Turda, plasa Câmpia Turzii. În anul 1956 satul este inclus în Regiunea Cluj, raionul Cluj, iar în 1966 apare cu rang de comună în raionul Gherla, județul Cluj. Face parte din zona metropolitană Cluj-Napoca, alaturi de toate satele aparținătoare de comuna Cojocna . Pozitia geografica in cadrul judetului si apropierea de Băile Cojocna conferă acestei localități o perspectivă certă de dezvoltare. 
Referitor la terenurile agricole, în Iuriu de Câmpie predomină cernoziomurile și solurile brune de pădure, dispuse în general în mari platouri ce oferă condiții bune pentru agricultură . Cea mai apropiatǎ cale feratǎ se află la circa 4 km de sat, respectiv stația Boj - Cǎtun, cale feratǎ construitǎ în 1913 și care face legăturǎ între Cluj-Napoca și Câmpia Turzii.
Clima este una temperată, cu ierni relativ reci, primăveri și ierni geroase. Vara este călduroasă, temperaturile atingând în lunile iulie și prima jumătate a lunii august circa 28–30 °C. Vânturile, în general, sunt reduse ca intensitate, iar precipitațiile sunt realtiv numeroase. Flora și fauna satului este una specifică zonei de silvostepă, predominând salcâm, stejar, gorun, frasin, carpen etc., iar animalele frecvent întâlnite sunt iepurele, căprioara, mistrețul, pisica sălbatică, bursucul, dihorul și lupul. Printre păsările ce trăiesc în zonă se numără graurul, stâncuța, rândunica, barza, codobatura,lăstunul și coțofana. 

## Date demografice

### Structura etnică a populației
De-a lungul timpului populația satului Iuriu de Câmpie a evoluat astfel:
Pe intreaga perioadă analizată se observă ponderea majoritară a românilor din totalul populației.

### Structura populației dupǎ apartenența religioasǎ
În legatură cu credința religioasă a locuitorilor, în perioada analizată, aceștia au fost în majoritate alături de biserica greco-catolică până in anul 1948, după care, în condițiile istorice cunoscute, au trecut la ortodoxism. De asemenea, alături de alte religii (romano-catolici, reformați, unitarieni) se observă existența în sat și a unei mici comunități mozaice, începând cu anul 1869.

## Galerie de imagini

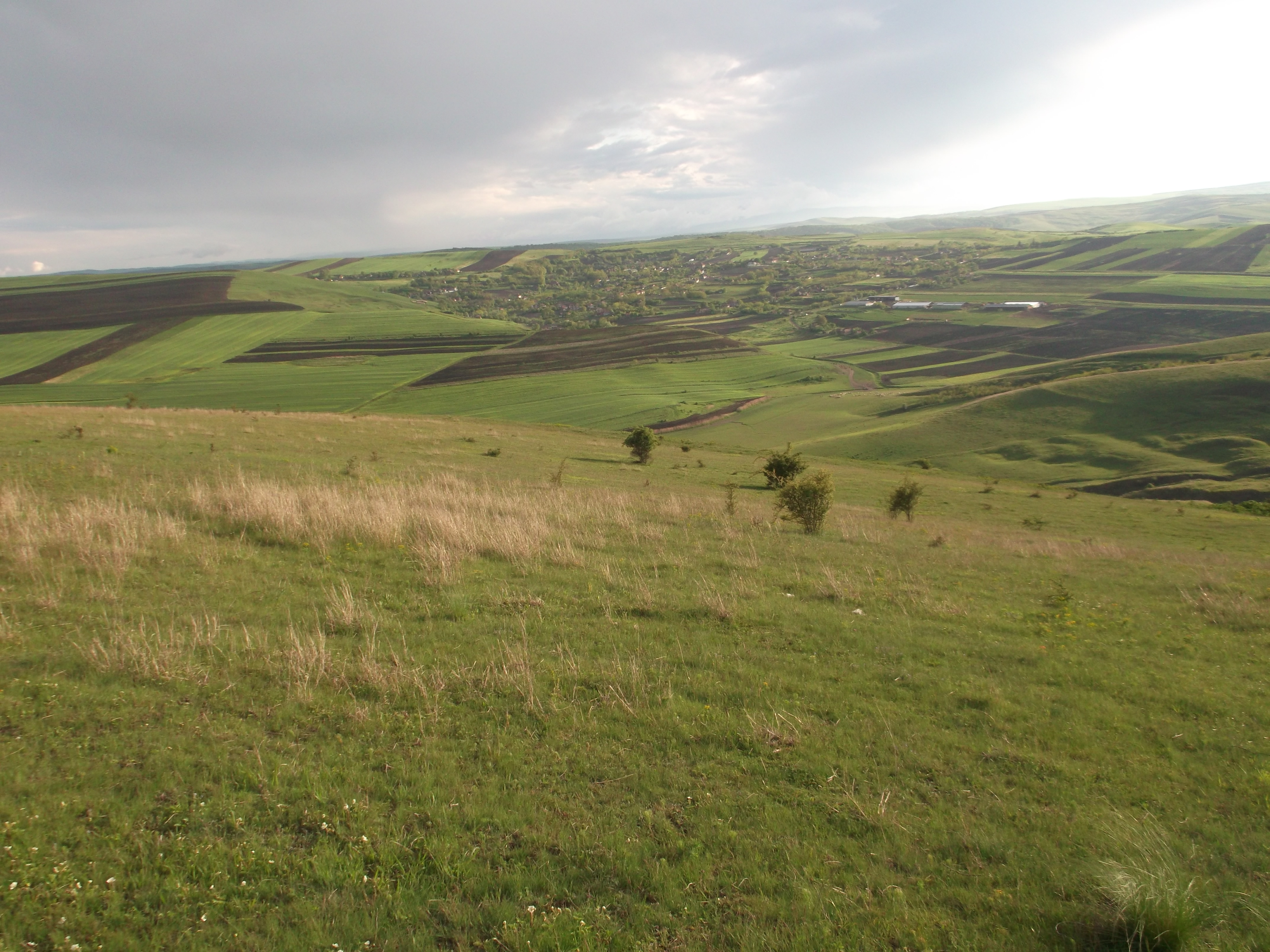
Panorama dinspre Aruncuta .
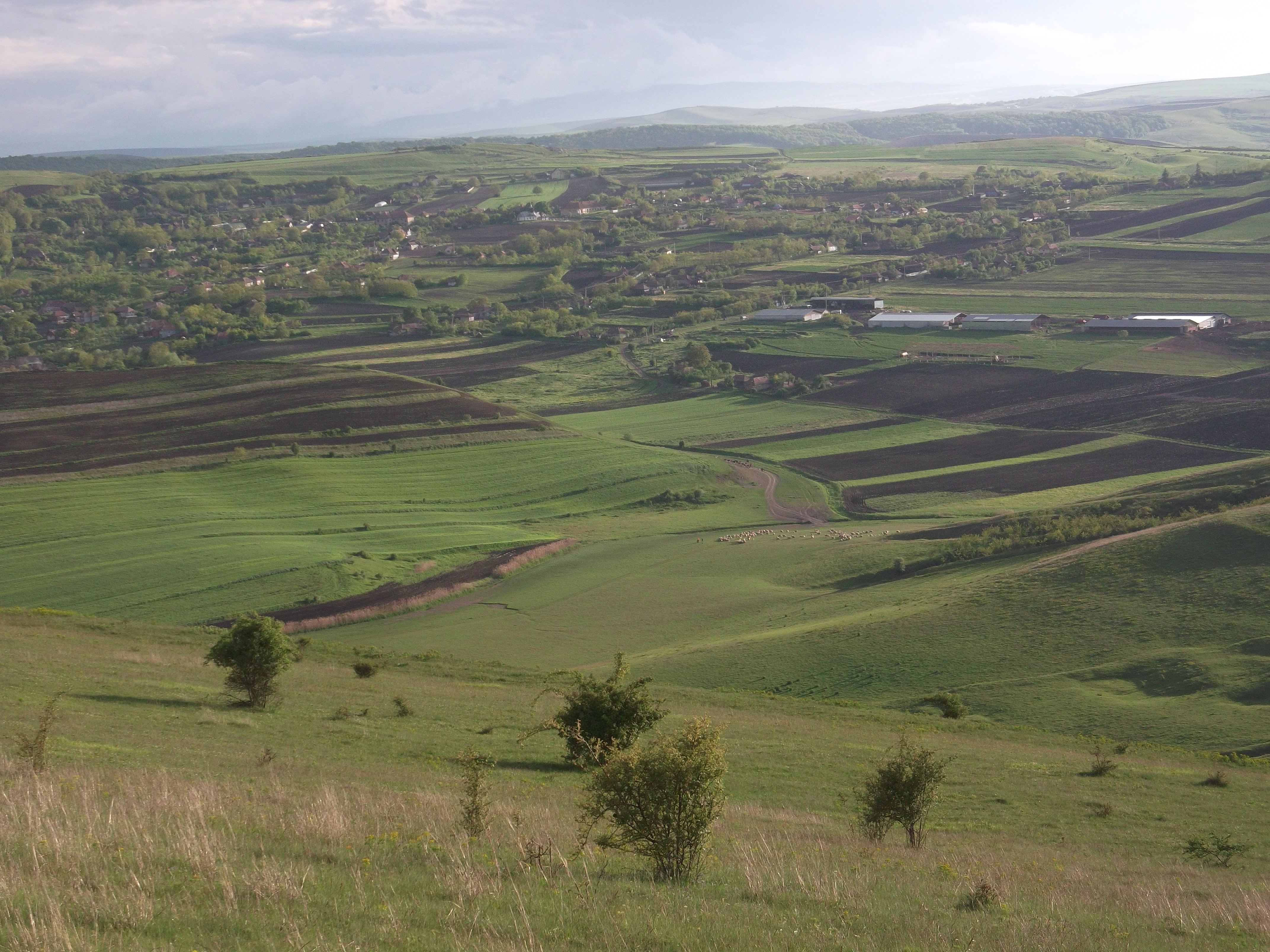
Zona de sud-vest a satului
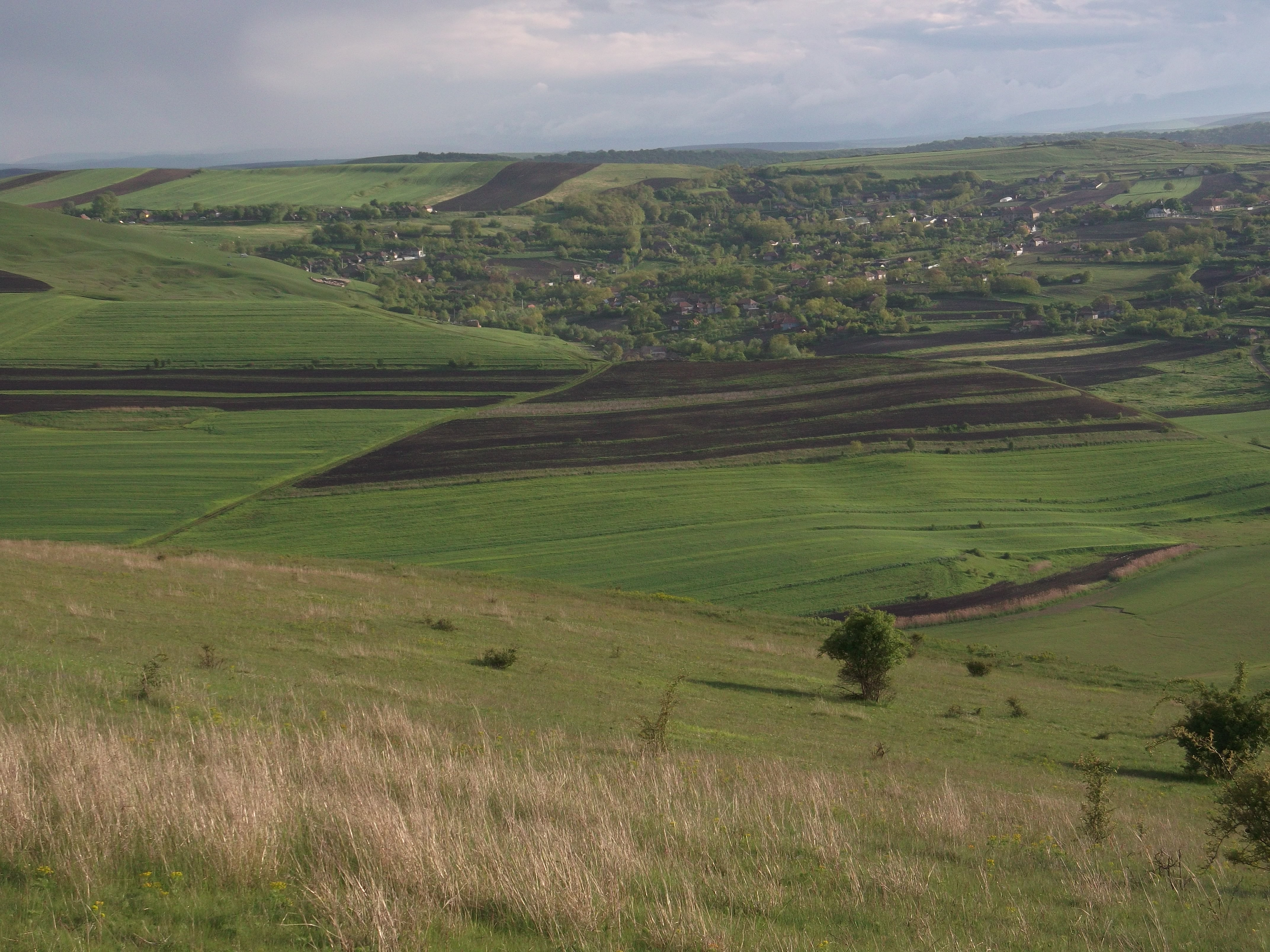
Zona de sud-est a satului
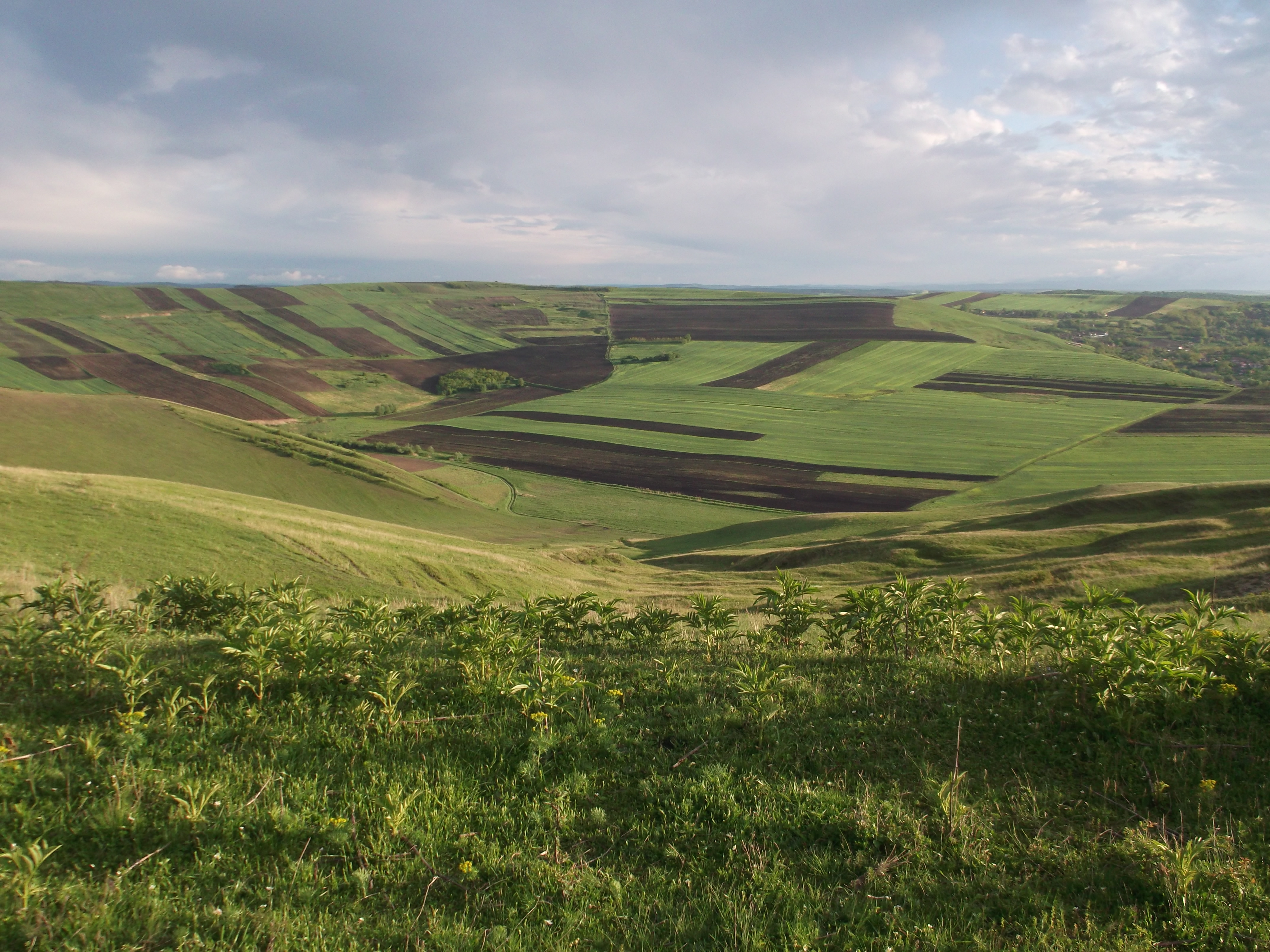
Tenuri agricole
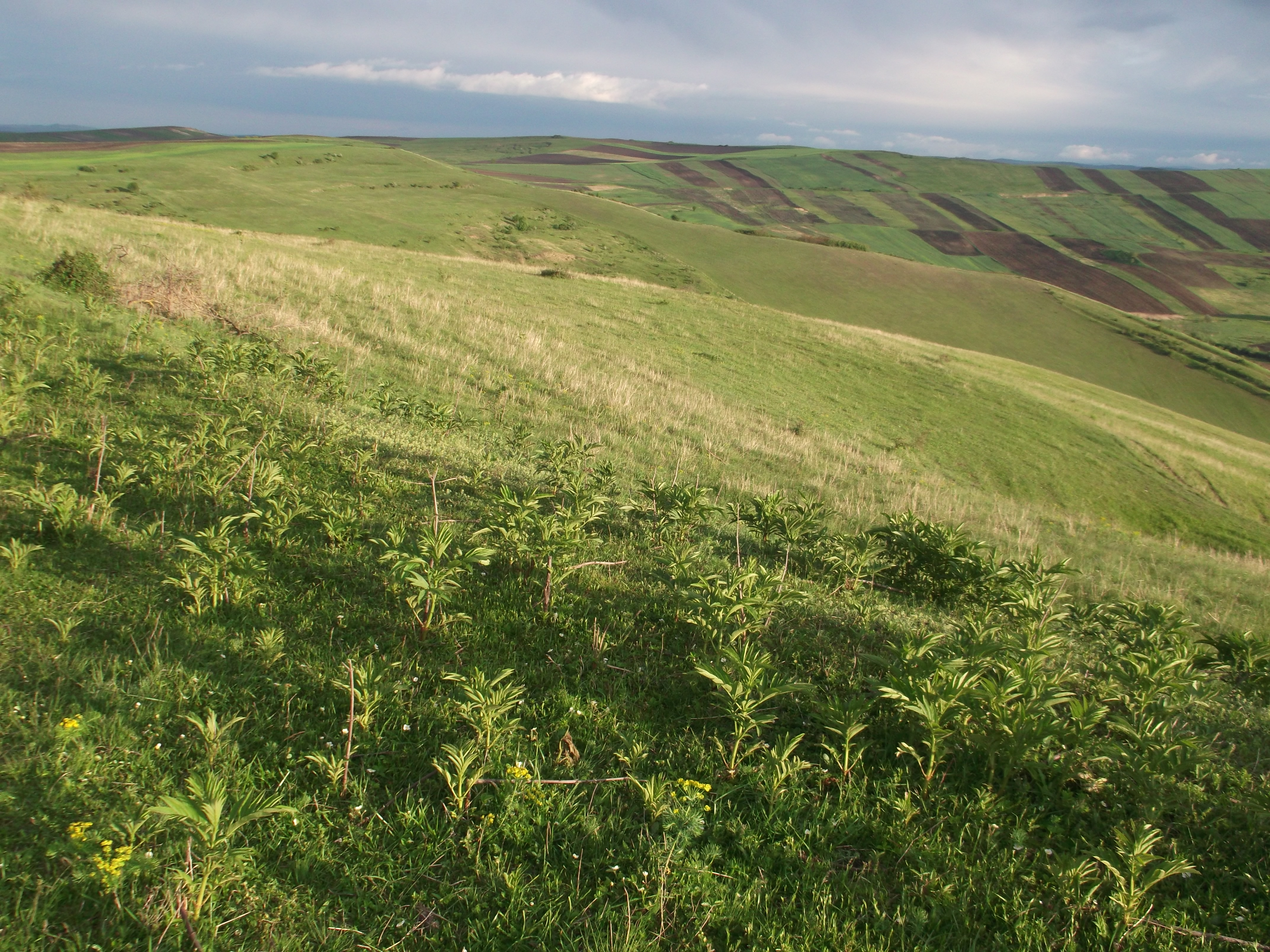
Pasunea satului
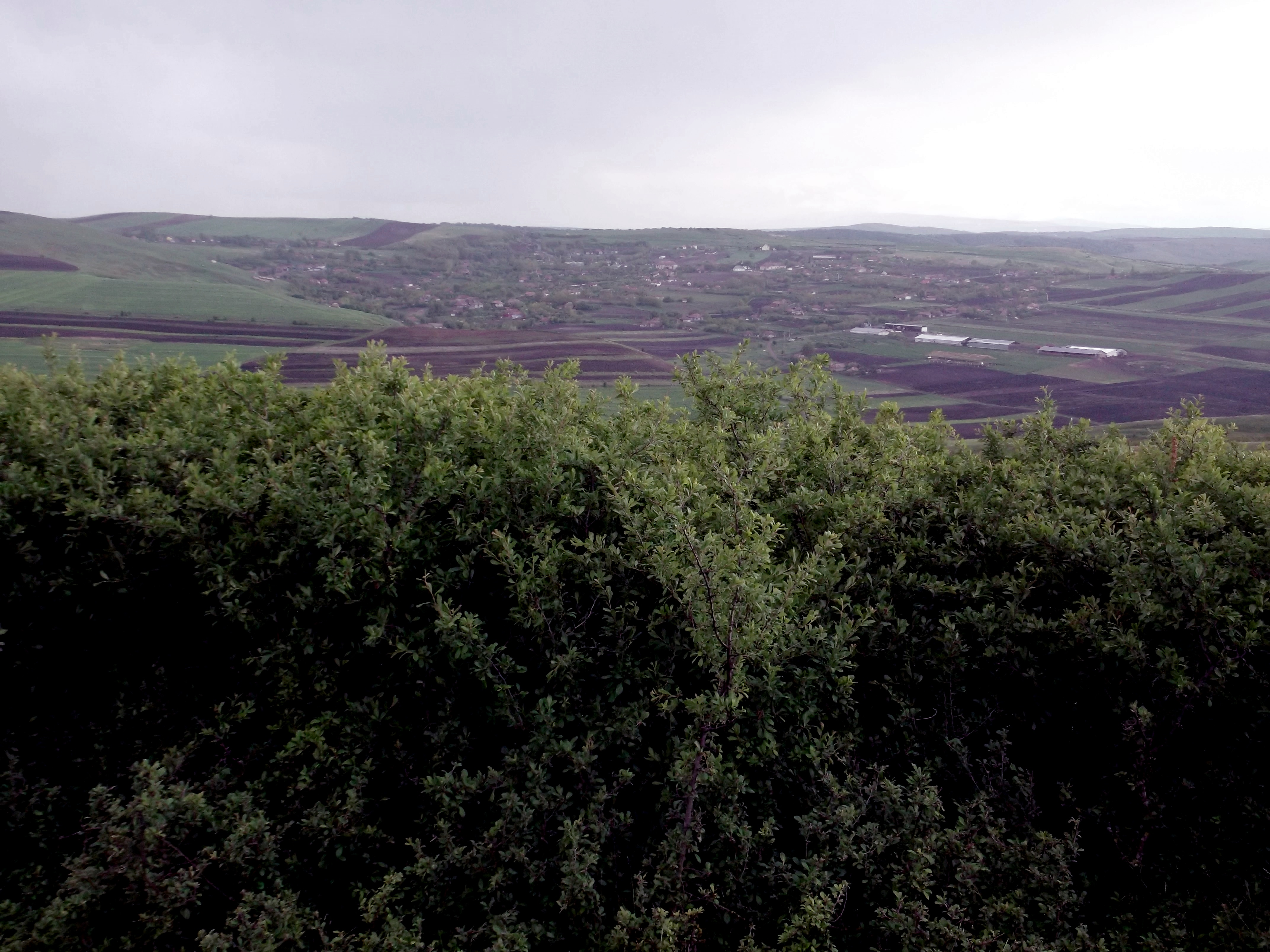
Panorama satului
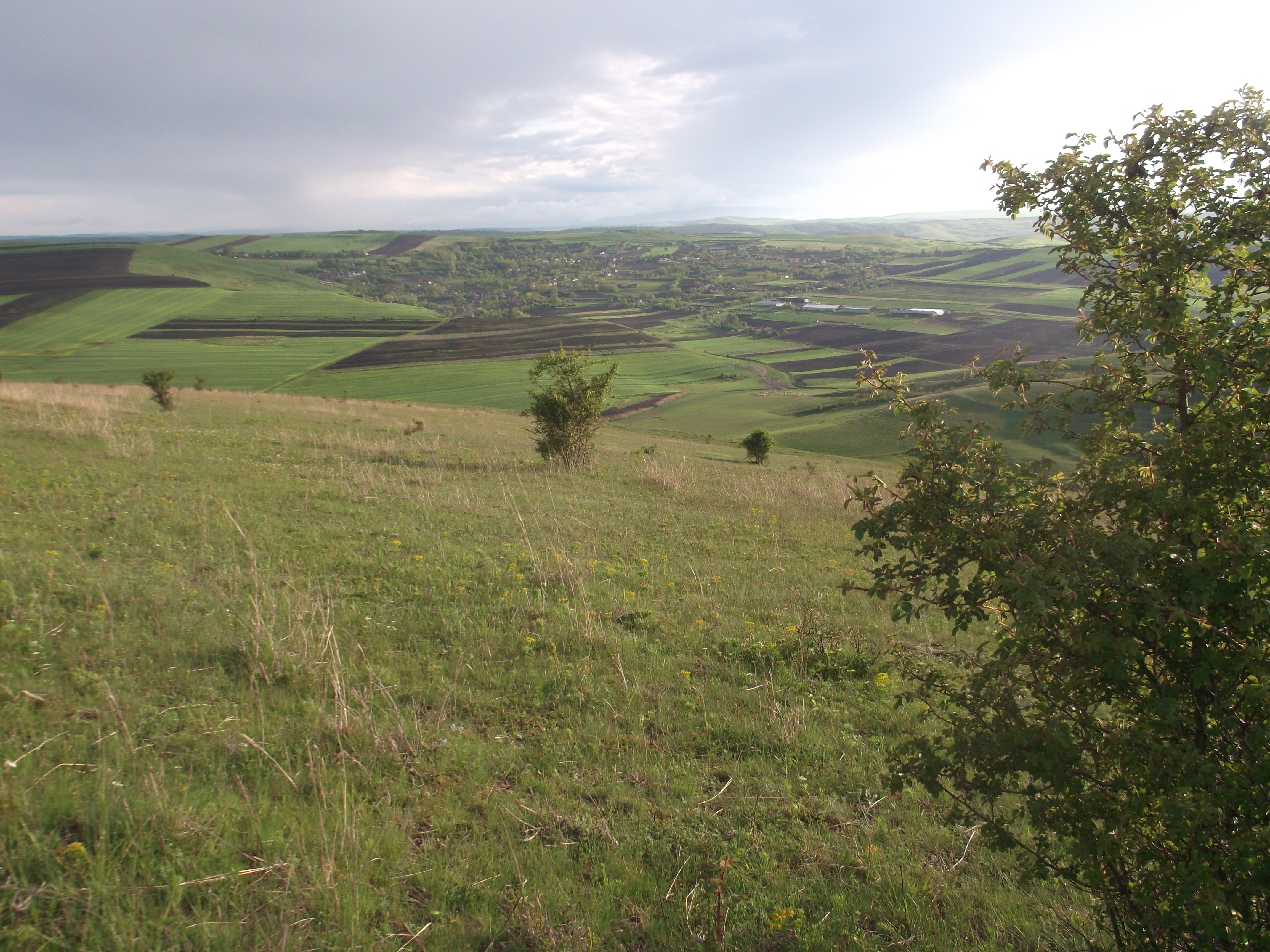
Iuriu de Campie